# Прапор Гощанського району
Пра́пор Гоща́нського райо́ну — офіційний символ Гощанського району Рівненської області, затверджений рішенням сесії Гощанської районної ради 27 жовтня 2009 року. Автори проєкту прапора — А. Гречило та Ю. Терлецький.

## Опис прапора
Прямокутне полотнище зі співвідношенням сторін 2:3, яке складається з трьох горизонтальних смуг — зеленої, білої та червоної (співвідношення їхніх ширин — 3:2:3), по краях зеленої смуги — по жовтій лілії, посередині червоної смуги — білий лапчастий хрест. Фігури (зображення) на прапорі відтворюють графічні елементи Герба Гощанського району.
Верхівка древка прапора увінчана навершям у вигляді металевої, краплиноподібної фігури, виконаної контурно.